# Examen de conciencia

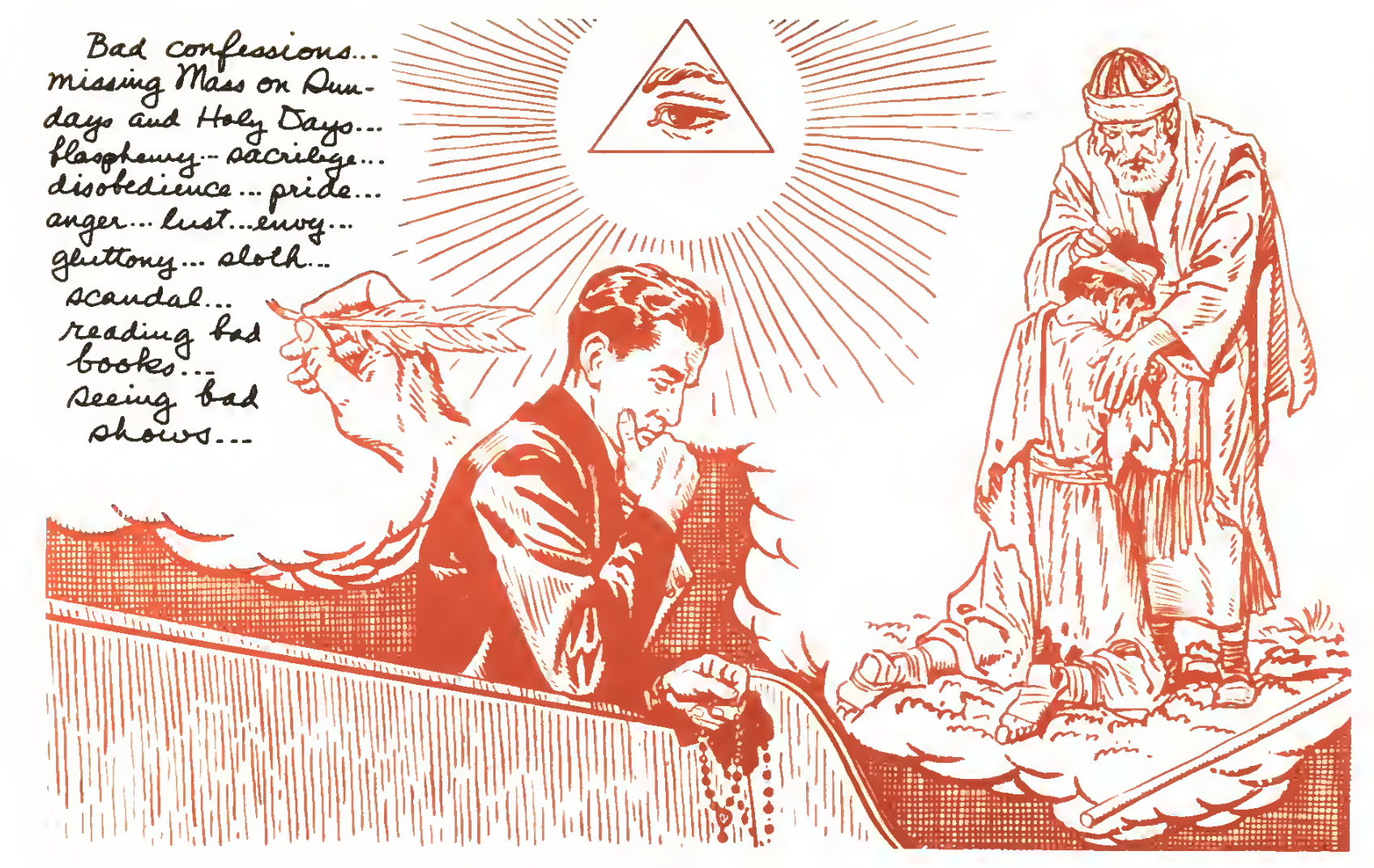
Una ilustración del catecismo infantil católico muestra a un hombre haciendo un examen de conciencia.

En la teología católica se llama examen de conciencia a la necesidad de traer a la memoria los pecados cometidos antes de administrar el sacramento de la penitencia.
De la obligación de confesar íntegramente los pecados en el sacramento de la penitencia, necesariamente se sigue la necesidad de traer a la memoria con diligencia los pecados cometidos, que es lo que se llama hacer examen de conciencia. Así lo declaró el Concilio Tridentino (sesión 14, capítulo V) "Deben los penitentes exponer todos los pecados mortales de los que tenga conciencia, después de un diligente examen de sí mismos". Y más tarde lo prescribió el Código de  derecho canónico (canon 901) : "El que después del Bautismo ha cometido pecados mortales que por las llaves de la Iglesia no han sido aún directamente perdonados, debe confesar todos aquellos de los cuales tuviere conciencia después de un diligente examen de sí mismo y explicar en la confesión las circunstancias que cambian la especie del pecado".
El examen de conciencia como forma de introspección era ya una práctica generalizada en el seno de las distintas escuelas religiosas y filosóficas de la Antigüedad, como por ejemplo en el confucianismo y el taoísmo, el budismo, las corrientes espirituales del antiguo Egipto y de Grecia, o en el antiguo Israel a medida que la concepción del alma fue evolucionando hacia un sentido de la responsabilidad individual. En la Antigua Grecia, diversas corrientes de pensamiento (entre ellas el epicureísmo —en cuya escuela revestía también importancia la confesión y corrección fraterna de las faltas—, el estoicismo y, cerca de la era cristiana, el neopitagorismo) promovieron el autoexamen con el fin de que sus seguidores fueran conscientes de su estado moral: antes de su ingreso a una escuela filosófica, el adepto debía tomar conciencia de sus carencias (alienación, dispersión, desdicha), y más adelante el examen de conciencia servía para comprobar los progresos que se iban llevando a cabo en el avance hacia el conocimiento y la virtud.